# Оверчук Дмитро Русланович
Дмитро́́ Русла́нович Оверчу́́к (нар. 7 червня 1992 — пом. 28 липня 2014) — солдат Збройних сил України, учасник російсько-української війни.

## Життєпис
Народився 1992 року в селі Шкарів Гощанського району Рівненської області. Закінчив 2008-го Горбаківську ЗОШ (9 класів), у Квасилівському професійно-технічному ліцеї здобув професію слюсаря ремонту автомобілів. У жовтні 2011-го призваний на строкову службу до лав ЗСУ, по закінченні терміну залишився за контрактом.
2012 року пройшов навчання за програмою підготовки «механік-водій бойової машини піхоти (БМП)» у 354-му навчальному механізованому полку. Механік-водій БМП 30-ї окремої механізованої бригади; 3-тє відділення 1-го взводу.
Від березня 2014 року перебував у складі бригади на адміністративній межі з тимчасово окупованою російськими військами Автономною Республікою Крим (Арабатська стрілка). Далі перебував у Скадовську й Бердянську. З літа 2014-го брав участь у боях на сході України.
28 липня 2014 року при виконанні бойового завдання під селом Степанівка (Шахтарський район) в районі висоти Савур-Могила БМП підірвалась на міні й згоріла — їхав на чолі колони. Вояків, що сиділи на броні, порозкидало вибухом. Колону військових сильно обстріляли, і вона відступила. Сергій Лебединський зумів вибратися живим із БМП. Про долю Дмитра з 28 липня було не відомо. Тоді ж загинув Аки Камбаров.
Після експертизи ДНК Дмитра поховали 20 вересня 2014 року у рідному селі.
Залишились батьки Руслан і Оксана Оверчуки, молодший брат, наречена Яна.

## Нагороди та вшанування
- 15 травня 2015 року — за особисту мужність і героїзм, виявлені у захисті державного суверенітету та територіальної цілісності України, вірність військовій присязі під час російсько-української війни, відзначений — нагороджений орденом «За мужність» III ступеня (посмертно).[2]
- У січні 2016-го на честь Дмитра перейменовано Центральну вулицю села Шкарів.
- У Горбаківській школі 17 квітня 2015 року відкрито та освячено меморіальну дошку випускнику Дмитру Оверчуку.